# Sträßchen Siefen
Sträßchen Siefen ist ein Ortsteil im Stadtteil Katterbach in Bergisch Gladbach.

## Geschichte
Der Ort Sträßchen Siefen ist vor 1893 durch die Zusammenlegung der beiden Weiler Sträschen und Siefen entstanden. Im Urkataster ist er im Bereich des historischen Wegs verzeichnet, der bereits zu Beginn des 19. Jahrhunderts von Paffrath nach Siefen  führte (das ist die heutige Kempener Straße). Sträßchen (ma. am Strößchen) wird 1758 als Gut am Sträßchen zum Siefen genannt. Der frühneuzeitlichen Gründung der Hofstelle Sträßchen in der Nähe der Einmündung des Odenthaler Markwegs in die heutige Straße Sträßchen Siefen folgten fünf weitere Hofgründungen, die zusammen einen Weiler bildeten. Weiter westlich gab es bereits den mittelalterlichen Weiler Siefen, der um 1450 in der Form syfen erwähnt wurde.
Die Topographia Ducatus Montani des Erich Philipp Ploennies, Blatt Amt Porz, belegt, dass der Wohnplatz Siefen 1715 als drei gemeine Höfe kategorisiert wurde. Carl Friedrich von Wiebeking benennt die Hofschaft auf seiner Charte des Herzogthums Berg 1789 als Siefen. Aus ihr geht hervor, dass Siefen zu dieser Zeit Teil der Honschaft Paffrath im gleichnamigen Kirchspiel war.
Unter der französischen Verwaltung zwischen 1806 und 1813 wurde das Amt Porz aufgelöst, Siefen wurde politisch der Mairie Gladbach im Kanton Bensberg zugeordnet. 1816 wandelten die Preußen die Mairie zur Bürgermeisterei Gladbach im Kreis Mülheim am Rhein. Mit der Rheinischen Städteordnung wurde Gladbach 1856 Stadt, die dann 1863 den Zusatz Bergisch bekam.
Die Orte Siefen und Sträßchen sind auf der Topographischen Aufnahme der Rheinlande von 1824, auf der Preußischen Uraufnahme von 1840 und ab der Preußischen Neuaufnahme von 1892 jeweils als Sträßchen und Siefen verzeichnet. Ab 1927 sind sie auf Messtischblättern regelmäßig als Sträßchen-Siefen oder ohne Namen verzeichnet. Sie waren Teil der politischen und katholischen Gemeinde Paffrath.
| Jahr | Einwohner | Wohn- gebäude | Kategorie |
| ---- | --------- | ------------- | --------- |
| 1830 | 32        |               | Hofstelle |
| 1845 | 26        | 5             | Hofstelle |
| 1871 | 28        | 4             | Hofstelle |
| 1885 | 14        | 4             | Wohnplatz |
| 1895 | 17        | 3             | Wohnplatz |
| 1905 | 23        | 3             | Wohnplatz |

| Jahr | Einwohner | Wohn- gebäude | Kategorie | Bemerkung        |
| ---- | --------- | ------------- | --------- | ---------------- |
| 1830 | 14        |               | Hofstelle | Sträßchen        |
| 1845 | 21        | 4             | Hofstelle | Sträßchen        |
| 1885 | 34        | 7             | Wohnplatz | Sträßchen-Siefen |
| 1895 | 72        | 13            | Wohnplatz | Sträßchen-Siefen |
| 1905 | 81        | 16            | Wohnplatz | Sträßchen-Siefen |

### Das Strandbach Katterbach
Vor dem Zweiten Weltkrieg wurde zwischen Sträßchen Siefen und Neuenhaus ein natürliches Freibad errichtet und mit dem Wasser des Katterbachs versorgt. Das Bad ist auf den Messtischblättern ab 1927 eingezeichnet. In den 1960er Jahren wurde das Freibad geschlossen und ein Campingplatz errichtet.

## Etymologie
Der Name Sträßchen deutet auf eine Siedlung an der Straße hin. Der Naturname Siefen bezeichnet eine feuchte Niederung oder sumpfige Quellmulde mit einem kleinen abfließenden Rinnsal. Dabei handelt es sich um den Oberlauf des Katterbachs.